# Saint-Pierre-la-Rivière
Saint-Pierre-la-Rivière est une ancienne commune française, située dans le département de l'Orne en région Normandie, peuplée de 153 habitants, devenue le 1er janvier 2017 une commune déléguée au sein de la commune nouvelle de Gouffern en Auge.

## Géographie
La commune est entre pays d'Auge, pays d'Ouche et plaine d'Argentan. Son bourg est à 9 km au nord d'Exmes, à 12 km au nord-ouest de Gacé, à 13 km au sud de Vimoutiers, à 16 km à l'est de Trun et à 22 km au nord-est d'Argentan.
| Mont-Ormel, Coudehard | Survie                     | Survie, La Fresnaie-Fayel                 |
| Omméel                | Saint-Pierre-la-Rivière    | Ménil-Hubert-en-Exmes                     |
| Omméel                | Omméel, Avernes-sous-Exmes | Ménil-Hubert-en-Exmes, Avernes-sous-Exmes |

## Toponymie
Le nom de la localité est attesté sous la forme Sanctus Petrus de Riparia en 1235. 
La paroisse est dédiée à l'apôtre Pierre. La rivière est la Vie qui prend sa source dans la commune voisine, Ménil-Hubert-en-Exmes, et dont la vallée s'élargit au territoire de la commune, formant un bassin.
Le gentilé est Pétruriparien.

## Politique et administration
| Période                                  | Période       | Identité                | Étiquette | Qualité                                  |
| ---------------------------------------- | ------------- | ----------------------- | --------- | ---------------------------------------- |
| Les données manquantes sont à compléter. |               |                         |           |                                          |
| ca. 1956                                 |               | M. Bonhomme             |           |                                          |
| ca. 1960                                 |               | Henri Ménard            |           |                                          |
| mars 1965                                | mars 1989     | Léon Pichon (1933-2017) |           | Cultivateur puis représentant commercial |
| mars 1989                                | décembre 2016 | Dominique Farin         | SE        | Exploitant agricole                      |

Le conseil municipal était composé de onze membres dont le maire et deux adjoints.

## Démographie
L'évolution du nombre d'habitants est connue à travers les recensements de la population effectués dans la commune depuis 1793. À partir du 1er janvier 2009, les populations légales des communes sont publiées annuellement dans le cadre d'un recensement qui repose désormais sur une collecte d'information annuelle, concernant successivement tous les territoires communaux au cours d'une période de cinq ans. 
Pour les communes de moins de 10 000 habitants, une enquête de recensement portant sur toute la population est réalisée tous les cinq ans, les populations légales des années intermédiaires étant quant à elles estimées par interpolation ou extrapolation. Pour la commune, le premier recensement exhaustif entrant dans le cadre du nouveau dispositif a été réalisé en 2005,.
En 2021, la commune comptait 153 habitants, en évolution de −6,71 % par rapport à 2015 (Orne : −1,53 %, France hors Mayotte : +2,49 %).
Saint-Pierre-la-Rivière a compté jusqu'à 670 habitants en 1821.
| 1793 | 1800 | 1806 | 1821 | 1836 | 1841 | 1846 | 1851 | 1856 |
| ---- | ---- | ---- | ---- | ---- | ---- | ---- | ---- | ---- |
| 650  | 666  | 643  | 670  | 648  | 580  | 555  | 544  | 515  |

| 1861 | 1866 | 1872 | 1876 | 1881 | 1886 | 1891 | 1896 | 1901 |
| ---- | ---- | ---- | ---- | ---- | ---- | ---- | ---- | ---- |
| 501  | 477  | 412  | 419  | 411  | 419  | 402  | 373  | 365  |

| 1906 | 1911 | 1921 | 1926 | 1931 | 1936 | 1946 | 1954 | 1962 |
| ---- | ---- | ---- | ---- | ---- | ---- | ---- | ---- | ---- |
| 360  | 327  | 281  | 254  | 233  | 249  | 256  | 234  | 265  |

| 1968 | 1975 | 1982 | 1990 | 1999 | 2005 | 2010 | 2015 | 2019 |
| ---- | ---- | ---- | ---- | ---- | ---- | ---- | ---- | ---- |
| 244  | 240  | 202  | 170  | 171  | 172  | 170  | 164  | 155  |

## Lieux et monuments
- Église Saint-Pierre du XIIIe siècle.
- Manoir du Montaloup.